# Bataille de Saint-Charles
Rébellion des Patriotes
Batailles
Saint-Denis – Saint-Charles – Saint-Eustache – Beauharnois – Baker's farm – Lacolle – Odelltown
La bataille de Saint-Charles est un affrontement armé entre les troupes de l’Empire britannique commandées par le lieutenant-colonel George Augustus Wetherall et les miliciens patriotes rassemblés dans leur camp fortifié de Saint-Charles sous la direction de Thomas Storrow Brown. L’objectif britannique est de réparer la défaite de Saint-Denis et d’empêcher la formation d’une zone de résistance armée dans la vallée du Richelieu. L’affrontement se produit le 25 novembre 1837 à la lisière du village de Saint-Charles dans la vallée du Richelieu, au Bas-Canada, aujourd’hui le Québec (Canada). Il se conclut par une victoire décisive des forces de la Couronne. L’épisode se déroule dans le cadre de la rébellion des Patriotes du Bas-Canada.

## Contexte
La bataille de Saint-Charles est la culmination d'événements qui passent à l’histoire comme la rébellion des Patriotes. Après la Conquête de 1760, la Nouvelle-France disparaît. Elle laisse dans son naufrage près de 60 000 Canadiens, désormais restreints à la vallée du Saint-Laurent et à celle du Richelieu.  Si la Couronne britannique prévoit initialement l’assimilation pour ses nouveaux sujets, la faiblesse de l’immigration britannique sur les rives du Saint-Laurent combinée au besoin d’apaisement des Canadiens face aux révolutions américaines et françaises mène les autorités britanniques à concevoir une politique de conciliation. L’Acte de Québec de 1774 puis l’Acte Constitutionnel de 1791 mettent en place des structures et des politiques qui permettent aux élites de l’ancienne Nouvelle-France d’envisager un futur au sein de l’Empire britannique. En effet, la constitution de 1791 permet aux Canadiens de s’initier au jeu parlementaire. Rapidement, des élus francophones viennent former la majorité de la chambre d’assemblée et se forment peu à peu en un véritable parti politique : le Parti canadien. En 1826, il devient le Parti patriote. Composé essentiellement de Français et d’Irlandais, le parti a une conception libérale d’une société où la majorité détient le droit de se gouverner elle-même dans le cadre des institutions coloniales britanniques. Face à eux, un parti essentiellement anglo-écossais se met en place : le Parti bureaucrate, aussi appelé Parti tory. Appuyant sans limites le gouverneur, ses membres souhaitent avant tout préserver leur influence sur la colonie, dont ils contrôlent tant l’économie que le gouvernement ainsi que de combattre toute volonté de préserver les droits de la majorité francophone. Bien que théoriquement dépendant du pouvoir de taxation des députés, le Gouverneur est en réalité en contrôle des revenus des terres de la Couronne, ce qui lui permet de se passer de l’avis des élus, surtout lorsque ceux-ci représentent une minorité mal tolérée dans l’empire.
Dans les années 1830, plusieurs crises culmineront en une rébellion armée . Tout d'abord, une crise sociale.  De mauvaises récoltes causées par le morcellement des terres et des conditions climatiques difficiles viennent noircir les années 1836 et 1837. Une épidémie de choléra en 1832 avait de plus fortement affaibli l'économie de la colonie dès 1832. Mais la concentration des richesses dans les mains de la minorité anglophone et de la Clique du château, couplée au confinement d'une immense majorité des francophones dans une agriculture de subsistance pousse rapidement la crise sociale au niveau d'une crise politique. Par la vertu de son poids démographique, la majorité française et son émanation, le Parti patriote, contrôlent la chambre d'assemblée. Mais ils réalisent vite qu'ils n'ont aucune influence réelle, alors que le gouverneur exerce un contrôle complet sur la colonie et fait régulièrement fi des élus. Ces tensions existent également au Haut-Canada mais sans commune mesure avec les troubles du Bas-Canada. La raison en est fort simple : une troisième crise découle des deux crises déjà présentées : une crise nationale. Lord Durham met d'ailleurs cette crise au centre de son célèbre rapport. «je m'attendais à trouver un conflit entre un gouvernement et un peuple ; je trouvai deux nations en guerre au sein d'un même État : je trouvai une lutte, non de principes, mais de races». Du côté des rares écrits patriotes, soulevons également Philippe Napoléon Pacaud qui écrit après la victoire de Saint-Denis que «nous luttions bien contre les forces du despotisme mais nous avions surtout du plaisir à mettre des Anglais en joue».
Incapables de vaincre les patriotes électoralement, les groupes loyalistes décident de recourir à la violence. La formation de groupes paramilitaires tels que le Doric Club provoque un raidissement du mouvement patriote, avec la fondation des Fils de la Liberté, visant à protéger les patriotes des exactions loyalistes. La montée de la violence vient provoquer une mutation dans la crise politique: les camps se divisent de plus en plus sur une base ethnique plutôt que politique. Les autorités décident donc d'en finir: elles publient des ordres d'arrestation visant les principaux chefs patriotes tandis que les militants loyalistes décident de prendre les choses en main et tentent de lyncher Louis-Joseph Papineau à sa résidence du marché Bonsecours. Les députés patriotes fuient Montréal pour se réfugier au milieu des centres patriotes de Saint-Eustache et Saint-Denis. L'armée décide d'aller les y arrêter et c'est pour s'opposer à l'arrestation des élus patriotes de Saint-Denis que la première bataille est livrée. La victoire patriote vient changer la donne: d'une opposition politique, on est passé à une insurrection armée que nul n'avait prévue face à la première puissance mondiale.

## Avant la bataille
La bataille de Saint-Denis provoque une certaine inquiétude chez les autorités britanniques. Il devient impératif pour elles d’étouffer au plus vite la rébellion avant qu’elle ne s’étende. La victoire patriote là-bas était en bonne partie due à la mauvaise coordination des troupes britanniques. Le plan initial visait à prendre Saint-Charles, où s’étaient réfugiés les chefs patriotes, par une attaque venant de deux côtés. Une colonne étant partie en navire de Montréal pour Sorel afin de marcher le long du Richelieu et une autre, venant du Fort Chambly, devait la rejoindre en marchant à sa rencontre. C’est la première colonne qui est arrêtée à Saint-Denis. La seconde, quant à elle, progresse toujours vers le village de Saint-Charles, après s’être arrêtée pour se reposer à Saint-Hilaire. Ayant reçu les nouvelles de la défaite de Gore, Wetherall attend la réponse à une dépêche où il demande de nouveaux ordres. Le commandant en chef, Lord Colborne, incertain de la force réelle des patriotes, décide de jouer la prudence et d’attendre d’avoir réuni ses troupes. Il ordonne donc à Wetherall de se replier vers Montréal sans engager le combat. Cette missive n’arrivera jamais, le message ayant été intercepté par des guetteurs patriotes près de la Pointe-Olivier. Inquiet et sans nouvelles, renforcé d’une compagnie de grenadiers venue en bateau de Fort Chambly, il décide de s’en tenir à ses ordres précédents : attaquer Saint-Charles.
De leur côté, les patriotes, grisés de leur improbable victoire à Saint-Denis, tentent de préparer la résistance. Ils se livrent depuis plusieurs jours déjà à d'importants travaux de fortification autour du village et continuent à entraîner et armer les volontaires accourant des paroisses environnantes. Les défenseurs organisent leur défense autour du Manoir Debartzch, solide maison en pierre appartenant au seigneur local. Ils complètent leur dispositif en érigeant des barricades surplombant le chemin entre Saint-Charles et Saint-Hilaire et en disposant des postes de sentinelles en avant-garde, afin d'être prévenus de l'arrivée des troupes britanniques. Commandés par le journaliste Thomas Storrow Brown, les Patriotes espèrent rééditer l'exploit de Saint-Denis et compenser leur faible armement par leurs fortifications.

## Forces en présence
Il est difficile d'estimer le nombre réel de combattants patriotes, tant le manque d'armes rendait difficile la distinction entre milicien et civil. D'autant plus qu'un des groupes désarmés pouvaient passer pour dangereux à distance, quand ses membres n'avaient entre les mains que des bâtons ou des piquets de clôtures. Certains évaluent les Patriotes à 400 combattants tandis que d'autres parlent de 250 hommes. Pour toutes armes, on ne dénombrerait que 109 fusils de chasse de différents modèles remontant parfois à la Nouvelle-France et 2 canons en fort mauvais état. Côté munition, les Patriotes ne disposaient que 6 cartouches par homme.
Du côté britannique, le Lieutenant-colonel Wetherall pouvait compter sur des troupes régulières bien entraînées, équipées de fusils Brown Bess India Pattern et bien reposés par leur halte à Saint-Hilaire. Il avait sous ses ordres 4 compagnies de fusiliers et une compagnie de grenadiers du Royal Regiment, 2 compagnies du 66th Regiment of Foot ainsi qu'une batterie de 2 canons servis par des hommes du Royal Artillery. Ces forces régulières étaient accompagnées d'une vingtaine de volontaires de la Royal Montreal Cavalry, formée d'anglophones de Montréal férocement antipatriotes. En tout et pour tout 406 soldats réguliers, 20 volontaires et 2 canons.

## Bataille
La nuit avant la bataille se passe sans incident notable, mis à part des fausses alertes du côté patriote. Au matin, plusieurs miliciens  quittent leurs postes pour se réchauffer ou manger, s’attirant les foudres de leurs officiers. Les esprits sont également marqués par une visite ecclésiastique, celle du curé Blanchet. Désapprouvant les rebelles, dans la droite ligne des mandements de Jean-Jacques Lartigue, il vient néanmoins apporter son soutien spirituel à ses ouailles à l’heure du danger.
Dès midi, les troupes britanniques sont repérées en marche vers les retranchements patriotes. Bonaventure Viger et son détachement d'avant-garde pratiquent une politique de la terre brûlée, détruisant tout avant le passage de l'ennemi, notamment les ponts, afin de le retarder et de le fatiguer avant la confrontation. Les patriotes surprennent également les forces de Wetherall en déclenchant une fusillade depuis Saint-Marc, bien à l'abri depuis l'autre rive du Richelieu. De nombreux soldats sont atteints, forçant les réguliers à s'éloigner du chemin et à s'enfoncer dans les terres. Ce détour s'avère bénéfique pour les forces britanniques, leur faisant ainsi éviter d'arriver dans l'axe prévu par Brown et neutralisant ainsi ses 2 pièces d'artillerie immobiles. L'armée se positionne le long des clôtures afin de couvrir le déploiement des pièces de l'artillerie royale. Avançant sous les tirs patriotes, les canons sont mis en batterie à 90 mètres des fortifications et commencent à les pilonner, forçant à l'évacuation des prisonniers loyalistes du Manoir Debartzch menacé. Continuant leur avance méthodique, les Britanniques lâchent volée sur volée contre le tir dispersé de la centaine de fusils disponibles chez les patriotes. Les retranchements tombent un par un, l'armée y mettant méthodiquement le feu, ce qui contribue à l'ambiance apocalyptique de la bataille et à la démoralisation des patriotes. Après une vingtaine de minutes de fusillade, Wetherall veut faire occuper une colline qui surplombe la position patriote et que Brown a laissée sans défense. Une diversion des patriotes désarmés formés en « compagnie des piquets de clôture » est organisée par Des Rivières mais ne peut que retarder des soldats bien entraînés. Une contre-attaque des grenadiers royaux force d'ailleurs ces hommes armés de bouts de bois à se replier en hâte.
Après une heure, craignant l'arrivée de renforts patriotes des paroisses des alentours, Wetherall décide d'en finir. Les patriotes étant cloués sur place par le tir de ses hommes et de son artillerie redéployée sur leur flanc, il ordonne à 3 de ses 7 compagnies de mettre la baïonnette au canon et de charger, couvertes par le tir des 4 autres. Fait rare dans une époque où la quasi-totalité des charges fait fuir l'ennemi avant le contact : les Patriotes soutiennent en plusieurs endroits l'assaut et engagent le corps à corps à coup de crosse, autour de leurs chefs Pierre Amiot, Augustin Papineau et Hébert. La résistance est néanmoins vaine face à des soldats entraînés et bien équipés. Certains parviennent à fuir en sautant dans le Richelieu ou en prenant la route de Saint-Denis.

## Pertes humaines
Les pertes de la bataille sont toujours difficiles à évaluer avec justesse pour les rébellions de 1837 et 1838. Plusieurs familles souhaitent cacher leur participation aux combats afin d’éviter les représailles loyalistes tandis que les troupes britanniques surestiment le nombre de leurs adversaires pour magnifier leurs victoires. Les dernières estimations sont d’environ 35 morts du côté patriote contre 21 soldats tombés au combat, 3 morts et 18 blessés. À l’époque, Wetherall affirmait avoir mis hors de combat 152 adversaires. De leur côté, les témoins oculaires du côté patriotes parlent d’une trentaine de soldats éliminés lors de la seule fusillade depuis Saint-Marc, laissant penser que le nombre total après la bataille devait être plus important. 

## Conséquences
La bataille de Saint-Charles est un désastre pour la cause patriote. Elle empêche les miliciens de former une base d’opérations sécurisée pour les chefs patriotes d’où ils auraient pu recevoir une éventuelle aide américaine et former les volontaires. L’armée garde ainsi le contrôle de la rive sud de Montréal et peut concentrer ses forces contre l’autre centre de résistance patriote en formation : Saint-Eustache sur la rive nord. Les chefs patriotes sont également obligés de fuir vers les États-Unis, contribuant à la désorganisation de la résistance. Le moral en prend également un coup. Avant la bataille, Édouard-Élisée Malhiot avait pu rassembler près d’un millier de volontaires à Saint-Mathias, coupant ainsi la retraite des troupes de Wetherall vers Chambly et menaçant ses arrières. La nouvelle du bain de sang, exagérée par la rumeur, démoralise ses troupes qui se dispersent rapidement. Le grand nombre de celle-ci montre assez l’ampleur qu'une victoire à Saint-Charles aurait pu donner au soulèvement de 1837.

## Controverses
La bataille de Saint-Charles a été, dès les lendemains de la défaite, source de nombreux débats. Ceux-ci se sont concentrés sur la personnalité de Thomas Storrow Brown. Était-il à la hauteur de ses grandes responsabilités de général des forces patriotes? Les événements prouvèrent que non. Disparaissant au début du combat à la recherche d'hypothétiques renforts, plusieurs l'accusèrent de lâcheté. Or, c'était le même homme qui avait été l'un des plus fervents partisans d'une révolte armée et il portait encore les stigmates de sa résistance aux militants anglophones du Doric Club lors de leurs combats de rue contre les Fils de la Liberté à Montréal. C'est d'ailleurs ce prestige des blessures qui lui assure sa position de général. Pas un lâche donc mais complètement ignorant de la chose militaire  : il ne prend aucune initiative qui aurait pu transformer Saint-Charles en victoire et disparaît rapidement. Il n'était pas le seul choix possible : Henri Alphonse Gauvin, Rodolphe Desrivières, Siméon Marchesseault étaient disponibles et jouissaient de la confiance des patriotes présents. Contrairement à Saint-Denis, la bataille de Saint-Charles fut menée par des gens de l'extérieur du village, ne bénéficiant pas de la confiance et du respect des combattants du rang.

### Manque de discernement de Brown
On ne peut comprendre l'état d'esprit régnant en 1837 sans faire une grande place à la confusion et à l'incertitude. Les Patriotes, tout comme les loyalistes d'ailleurs, ignorent en fait ce qui se passe hors de leur paroisse. Les plus folles rumeurs circulent, les faits les moins avérés prennent soudain valeur d'évangile dans le brouillard qui englobe les actions des protagonistes. Brown par exemple entend avec la plus grande surprise qu'on l'accuse d'avoir fui avec l'argent du parti patriote alors qu'il arrive blessé à Saint-Denis. Dans cette confusion, la tâche du chef est de démêler le vrai du faux et il semble que Brown, affaibli par le passage à tabac récemment subi aux mains du Doric Club, n'y soit pas parvenu. Surpris par les troupes britanniques alors qu'il s'occupe de la cuisson du pain, il ne se montre pas à la hauteur des circonstances.

### Ordre perdu
Il faut également souligner l'existence d'un ordre de Lord Colborne visant à annuler la bataille. Cet ordre, envoyé de Montréal par estafette, est intercepté par les guetteurs patriotes qui essaiment la campagne insurgée. Inquiet du sort de la brigade de Wetherall, isolée en plein territoire insurgé et sans possibilité de retraite en cas de défaite comme à Saint-Denis. Cette crainte était militairement entièrement justifiée quand on prend en compte le rassemblement patriote de Pointe Olivier, sur les arrières de la brigade. L'ordre ne parviendra jamais à destination, Wetherall prenant sur lui d'attaquer. La victoire décisive britannique aurait ainsi pu être évitée sans la vigilance de quelques patrouilles patriotes,. Si les Patriotes ne l'avaient pas intercepté, ou s'ils avaient eu l'intelligence de le laisser passer, les forces britanniques se seraient repliées sans anéantir le centre logistique et militaire des Patriotes à Saint-Charles. Elles se seraient heurtées aux forces patriotes regroupées à la Pointe-Olivier, où Édouard-Élisée Malhiot avait disposé près de 1000 combattants en embuscade. Une victoire aurait été possible, la destruction de cette brigade mobile britannique ôtant à Colborne la capacité d'aller ravager Saint-Eustache et la rive nord de Montréal.

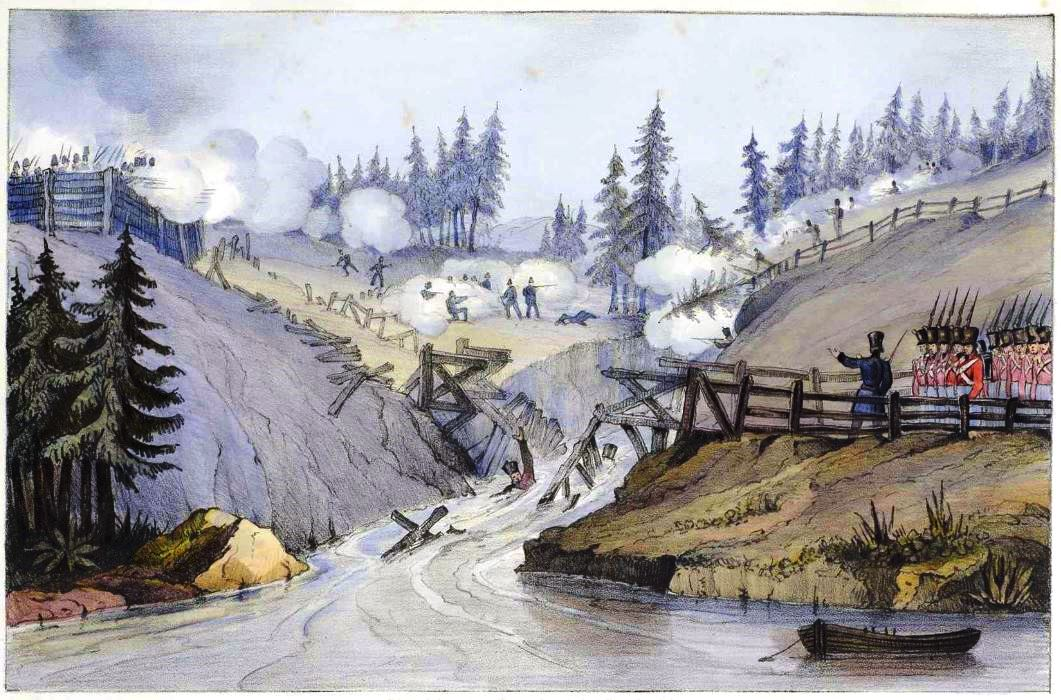
Le colonel Wetherall avance
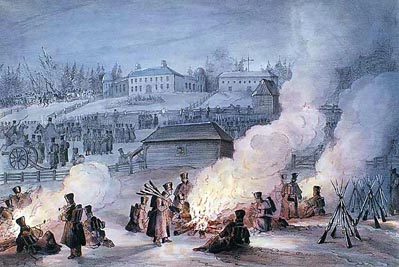
L'armée après la Bataille